# Matteo Rizzo
Matteo Rizzo (Roma, 5 settembre 1998) è un pattinatore artistico su ghiaccio italiano.
È medaglia di bronzo ai Campionati europei di pattinaggio di figura 2019 e all'NHK Trophy e medaglia d'oro all'Universiade Invernale 2019. È stato campione nazionale italiano nel 2018. Ha vinto tre medaglie nel circuito challenger series, tra cui l'oro alla Warsaw Cup 2017. Rizzo ha rappresentato l'Italia alle Olimpiadi invernali del 2018, piazzandosi ventunesimo dopo il libero. In categoria juniores è il primo pattinatore italiano ad avere ottenuto una medaglia di bronzo ai Mondiali juniores (2018) e una medaglia d'oro al Grand Prix ISU juniores in Italia 2017. Secondo le graduatorie ISU, è classificato nono a livello mondiale per la sua categoria.

## Biografia
Matteo Rizzo è nato il 5 settembre 1998 a Roma. Ha una sorella più grande di cinque anni, Francesca, che ha partecipato a gare juniores internazionali nella specialità della danza sul ghiaccio. I suoi genitori, Brunilde Bianchi e Valter Rizzo, sono stati una coppia di danzatori su ghiaccio. Vive a Sesto San Giovanni. Attualmente Rizzo è allenato da Franca Bianconi all'Icelab di Bergamo. È un grande appassionato di Formula 1 e MotoGP. Definisce il due volte campione del mondo Javier Fernández come la sua principale figura di riferimento.

## Carriera

### Primi anni
Rizzo ha cominciato a pattinare a 6 anni. Ha iniziato a gareggiare a livello novice nella stagione 2010-2011, vincendo poi l'argento al Trofeo Triglav nell'aprile del 2012. Ha debuttato a livello internazionale nella categoria juniores all'evento Ice Star in Bielorussia nel settembre 2012. Sin da giovane è allenato dal padre Valter Rizzo e Franca Bianconi.

### Stagione 2013-2014
Rizzo ha preso parte per la prima volta al circuito Junior Grand Prix (JGP) nel settembre 2013, arrivando undicesimo a uno degli eventi, in Slovacchia. Ha vinto il titolo nazionale italiano juniores a dicembre dello stesso anno. Tra gennaio e febbraio 2014 ha debuttato come senior, arrivando nono al Bavarian Open e quinto al Dragon Trophy, prima di conquistare la medaglia d'argento all'Hellmut Seibt Memorial. Ha preso parte ai mondiali juniores 2014 a Sofia, ma è stato eliminato dopo essersi piazzato trentesimo nel programma corto.

### Stagione 2014-2015
Rizzo si è piazzato quindicesimo all'unico evento del circuito JGP a cui era stato assegnato, in Germania. Tra novembre e dicembre ha gareggiato a livello senior, guadagnandosi l'argento alla Merano Cup, il bronzo alla Warsaw Cup, l'oro alla Denkova-Staviski Cup e infine l'argento ai nazionali italiani. Nel 2015 è arrivato al quarto posto al Festival olimpico invernale della gioventù europea in Austria. Ai Mondiali juniores 2015 a Tallinn si è qualificato per il libero, concludendo poi al ventiduesimo posto.

### Stagione 2015-2016
Rizzo ha ottenuto il quinto posto in entrambi gli eventi del circuito JGP a cui era stato assegnato, in Austria e in Spagna. Si è poi guadagnato una medaglia di bronzo alla Denkova-Staviski Cup ed è arrivato quinto alla Warsaw Cup. Dopo essersi qualificato per il libero agli Europei (a Bratislava) e ai Mondiali juniores (a Debrecen, in Ungheria), ha concluso al tredicesimo posto in entrambe le competizioni.

### Stagione 2016-2017
Rizzo è arrivato dodicesimo e ottavo ai due eventi del JGP a cui ha preso parte, rispettivamente in Germania e Spagna. Ha vinto l’oro alla MNNT Cup. Si è piazzato undicesimo ai Mondiali juniores 2017 a Taipei e trentesimo dopo il corto ai Mondiali (categoria senior) a Helsinki, non riuscendo quindi a qualificarsi per il libero.

### Stagione 2017-2018
Rizzo ha iniziato la stagione a settembre con due competizioni a livello senior. Dopo essersi piazzato quinto al Lombardia Trophy, con un nuovo record personale nel libero, è arrivato quarto al Nebelhorn Trophy, permettendo così all'Italia di qualificarsi per le Olimpiadi invernali nella categoria singolo maschile. In ottobre Rizzo ha gareggiato in due eventi JGP: è arrivato sesto al JGP a Danzica (in Polonia) e primo al JGP a Egna, in Italia, stabilendo un nuovo record personale per il programma corto e per il totale. Per quanto riguarda il livello senior, Rizzo ha vinto l'oro alla Warsaw Cup. A Dicembre ha vinto il titolo nazionale ed è stato selezionato per rappresentare l'Italia alle Olimpiadi invernali in Corea del Sud (Pyeongchang), nelle quali ha ottenuto il ventunesimo posto. Rizzo ha chiuso la stagione arrivando diciassettesimo ai mondiali senior a Milano e terzo ai mondiali juniores.

### Stagione 2018-2019
Rizzo ha dato il via alla stagione con un quarto posto al Lombardia Trophy, con un nuovo record personale nel corto di 85.51. Ha poi partecipato al Finlandia Trophy, arrivando sesto. Ha gareggiato in due eventi per il circuito Grand Prix, conquistando il quarto posto a Skate America e il terzo all'NHK Trophy. In dicembre ha vinto la medaglia d'oro alla Denkova-Staviski Cup e l'argento ai Campionati Italiani.
Durante i Campionati Europei, Rizzo ha utilizzato per la prima volta un nuovo ed energico programma libero, forte anche di un nuovo salto quadruplo, il toe-loop. Gli ha portato fortuna: con un nuovo record personale nel combinato e vincitore della medaglia di bronzo, è il primo pattinatore italiano nella sua categoria a salire sul podio dal 2009.
In seguito Rizzo ha partecipato all'universiade invernale 2019 a Krasnoyarsk, in Russia, dove è riuscito a vincere la medaglia d'oro nella competizione e totalizzare un nuovo record personale nel combinato nel giro di poche settimane. Ai Campionati Mondiali in Giappone è arrivato settimo, conquistando dieci posizioni in più rispetto alla stagione precedente e stabilendo un nuovo record personale nel corto. Gli ottimi risultati del team italiano ai mondiali hanno portato all'accesso alla gara a squadre; per la sua categoria, Rizzo è arrivato quarto.

### Stagione 2019-2020
Rizzo ha aperto la stagione con un bronzo al Lombardia Trophy, dietro al pattinatore cinese Jin Boyang e al russo Dmitrij Aliev.

## Programmi
| Stagione  | Programma corto                                                                          | Programma libero | Esibizione |
| --------- | ---------------------------------------------------------------------------------------- | --- | --- |
| 2022-2023 | - Le Parole Lontane - Zitti e buoni di Måneskin                                          | - Talking to the Moon - That's What I Like di Bruno Mars, Alan Walker                                                                                                   | - Two Men In Love di The Irrepresibles - Che coss'è l'amor di Vinicio Capossela                                   |
| 2021-2022 | - Le Parole Lontane - Zitti e buoni di Måneskin                                          | - Two Men In Love di The Irrepresibles | |
| 2020-2021 | - Arranged Piece di Luca Longobardi - A Chi Mi Dice dei Blue - Romanza di Andrea Bocelli | - From Now On - The Greatest Show (dal film The Greatest Showman) interpretate da Hugh Jackman                                                                          | |
| 2019-2020 | - Start a Fire da La La Land di John Legend                                              | - Galicia Flamenca | |
| 2018–2019 | - Volare di Luca Longobardi                                                              | - Bohemian Rhapsody - Love of My Life - Don't Stop Me Now di Queen - Angie - Streets of Love - Paint It Black di The Rolling Stones                                     | - Ghostbusters di Ray Parker Jr.                                                                                  |
| 2017–2018 | - Torno A Surriento di Il Volo                                                           | - Come Together - Let It Be - Help! di The Beatles, Air With Air Rising                                                                                                 | - Everybody Needs Somebody to Love di Bert Berns, Jerry Wexler e Solomon Burke interpretato da The Blues Brothers |
| 2016–2017 | - Malagueña di Ernesto Lecuona interpretato da Brian Setzer                              | - Hallelujah, I Love Her So - Georgia on My Mind di Ray Charles | |
| 2015-2016 | - Malagueña di Ernesto Lecuona interpretato da Brian Setzer                              | - La donna è mobile (dal Rigoletto) di Giuseppe Verdi interpretato da Luciano Pavarotti - Cavalleria rusticana di Pietro Mascagni - Guillaume Tell di Gioachino Rossini | |
| 2014-2015 | - Neph - Buckjump                                                                        | - The Kid - Meeting the Millionaire - City Lights - Nosense Song di Carl Davis                                                                                          | |
| 2013-2014 | - Take Five di Dave Brubeck                                                              | - The Kid - Meeting the Millionaire - City Lights - Nosense Song | |

## Palmarès

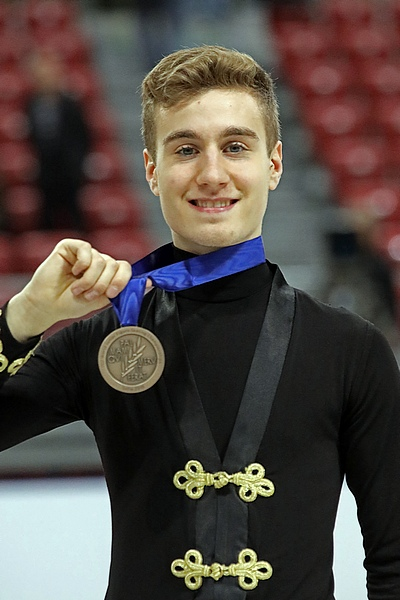

| Gare internazionali                                                                                                | Gare internazionali | Gare internazionali | Gare internazionali | Gare internazionali | Gare internazionali | Gare internazionali | Gare internazionali | Gare internazionali | Gare internazionali | Gare internazionali | Gare internazionali | Gare internazionali | Gare internazionali | Gare internazionali |
| Competizione | 2011–12             | 2012–13             | 2013–14             | 2014–15             | 2015–16             | 2016-17             | 2017-18             | 2018-19             | 2019-20             | 2020-21             | 2021-22             | 2022-23             | 2023-24             | 2024-25             |
| --- | ------------------- | ------------------- | ------------------- | ------------------- | ------------------- | ------------------- | ------------------- | ------------------- | ------------------- | ------------------- | ------------------- | ------------------- | ------------------- | ------------------- |
| Giochi Olimpici Invernali                                                                                          |                     |                     |                     |                     |                     |                     | 21º                 |                     |                     |                     | 16°                 |                     |                     |                     |
| Campionati mondiali                                                                                                |                     |                     |                     |                     |                     | 30º                 | 17º                 | 7º                  | C                   | 11°                 | 10°                 | 9°                  |                     |                     |
| Campionati europei                                                                                                 |                     |                     |                     |                     | 13º                 |                     | 9º                  | 3º                  | 5°                  | C                   | R                   | 2º                  | 3º                  | 5°                  |
| GP Trophée Eric Bompard                                                                                            |                     |                     |                     |                     |                     |                     |                     |                     |                     | C                   |                     |                     |                     |                     |
| GP Cup of China |                     |                     |                     |                     |                     |                     |                     |                     | 3º                  |                     |                     |                     |                     | 5°                  |
| GP della Finlandia                                                                                                 |                     |                     |                     |                     |                     |                     |                     |                     |                     |                     |                     |                     | 4°                  |                     |
| GP NHK Trophy |                     |                     |                     |                     |                     |                     |                     | 3º                  |                     |                     | 5°                  | 6°                  |                     | 5°                  |
| GP Rostelecom Cup                                                                                                  |                     |                     |                     |                     |                     |                     |                     |                     |                     |                     | 5°                  |                     |                     |                     |
| GP Skate America                                                                                                   |                     |                     |                     |                     |                     |                     |                     | 4º                  |                     |                     |                     |                     |                     |                     |
| GP Skate Canada |                     |                     |                     |                     |                     |                     |                     |                     | 6°                  |                     |                     | 3º                  | 3º                  |                     |
| CS Denkova-Staviski Cup                                                                                            |                     |                     |                     |                     | 3º                  |                     |                     |                     |                     |                     |                     |                     |                     |                     |
| CS Budapest Trophy                                                                                                 |                     |                     |                     |                     |                     |                     |                     |                     |                     |                     |                     | 1º                  |                     | 1º                  |
| CS Finlandia Trophy                                                                                                |                     |                     |                     |                     |                     |                     |                     | 6º                  |                     |                     | 6°                  |                     |                     |                     |
| CS Golden Spin |                     |                     |                     |                     |                     |                     |                     |                     |                     |                     |                     | 2º                  | R                   | R                   |
| CS Lombardia Trophy                                                                                                |                     |                     |                     |                     |                     |                     | 5º                  | 4º                  | 3º                  |                     |                     | 4º                  | R                   |                     |
| CS Nebelhorn Trophy                                                                                                |                     |                     |                     |                     |                     |                     | 4º                  |                     |                     | 5°                  |                     |                     |                     |                     |
| CS Ondrej Nepela Trophy                                                                                            |                     |                     |                     |                     |                     |                     | 4º                  |                     | 2º                  |                     |                     |                     |                     |                     |
| CS Warsaw Cup |                     |                     |                     | 3º                  | 5º                  | 6º                  | 1º                  |                     |                     |                     |                     |                     |                     |                     |
| Bavarian Open |                     |                     | 9º                  |                     |                     | 5º                  |                     |                     |                     |                     |                     |                     |                     |                     |
| Bellu Memorial |                     |                     |                     |                     |                     |                     |                     |                     |                     |                     |                     |                     |                     | 1º                  |
| Budapest Trophy |                     |                     |                     |                     |                     |                     |                     |                     |                     |                     | 1º                  |                     |                     |                     |
| Challenge Cup |                     |                     |                     |                     |                     |                     |                     |                     |                     |                     |                     | 3º                  |                     |                     |
| Cup of Tyrol |                     |                     |                     |                     |                     |                     | 2º                  |                     |                     |                     |                     |                     |                     |                     |
| Denkova-Staviski Cup                                                                                               |                     |                     |                     | 1º                  |                     |                     |                     | 1º                  |                     |                     |                     |                     |                     |                     |
| Dragon Trophy |                     |                     | 5º                  |                     |                     |                     |                     |                     |                     |                     |                     |                     |                     |                     |
| Hellmut Seibt Memorial                                                                                             |                     |                     | 2º                  | 6º                  | 7º                  |                     |                     |                     |                     |                     |                     |                     |                     |                     |
| Merano Cup |                     |                     |                     | 2º                  | 2º                  |                     |                     |                     |                     |                     |                     |                     |                     |                     |
| Shanghai Trophy |                     |                     |                     |                     |                     |                     |                     |                     | 1º                  |                     |                     |                     | 4°                  |                     |
| Sonja Henie Trophy                                                                                                 |                     |                     |                     |                     |                     |                     |                     |                     |                     |                     |                     |                     |                     | 2º                  |
| Torun Cup |                     |                     |                     |                     |                     | 1º                  |                     |                     |                     |                     |                     |                     |                     |                     |
| Universiadi |                     |                     |                     |                     |                     |                     |                     | 1º                  |                     |                     |                     |                     |                     |                     |
| Gare internazionali Junior                                                                                         |                     |                     |                     |                     |                     |                     |                     |                     |                     |                     |                     |                     |                     |                     |
| Mondiali Junior |                     |                     | 30º                 | 22º                 | 13º                 | 11º                 | 3º                  |                     |                     |                     |                     |                     |                     |                     |
| JGP Italia |                     |                     |                     |                     |                     |                     | 1º                  |                     |                     |                     |                     |                     |                     |                     |
| JGP Polonia |                     |                     |                     |                     |                     |                     | 6º                  |                     |                     |                     |                     |                     |                     |                     |
| JGP Austria |                     |                     |                     |                     | 5º                  |                     |                     |                     |                     |                     |                     |                     |                     |                     |
| JGP Germania |                     |                     |                     | 15º                 |                     | 12º                 |                     |                     |                     |                     |                     |                     |                     |                     |
| JGP JGP Slovacchia                                                                                                 |                     |                     | 11º                 |                     |                     |                     |                     |                     |                     |                     |                     |                     |                     |                     |
| JGP Slovenia |                     |                     |                     |                     |                     | 8º                  |                     |                     |                     |                     |                     |                     |                     |                     |
| JGP Spagna |                     |                     |                     |                     | 5º                  |                     |                     |                     |                     |                     |                     |                     |                     |                     |
| EYOG |                     |                     |                     | 4º                  |                     |                     |                     |                     |                     |                     |                     |                     |                     |                     |
| Bavarian Open |                     | 4º J                |                     |                     |                     |                     |                     |                     |                     |                     |                     |                     |                     |                     |
| Crystal Skate |                     | 6º J                |                     |                     |                     |                     |                     |                     |                     |                     |                     |                     |                     |                     |
| Ice Star |                     | 4º J                |                     |                     |                     |                     |                     |                     |                     |                     |                     |                     |                     |                     |
| Lombardia Trophy                                                                                                   |                     |                     | 3º J                | 2º J                |                     |                     |                     |                     |                     |                     |                     |                     |                     |                     |
| Santa Claus Cup |                     | 5º J                |                     |                     |                     |                     |                     |                     |                     |                     |                     |                     |                     |                     |
| Gare nazionali |                     |                     |                     |                     |                     |                     |                     |                     |                     |                     |                     |                     |                     |                     |
| Campionati italiani                                                                                                | 4º J                | 5º J                | 1º J                | 2º                  | 2º                  | 2º                  | 1º                  | 2º                  | 2º                  | 2º                  | 2º                  | 1º                  | R                   | 4º                  |
| Eventi a squadre                                                                                                   |                     |                     |                     |                     |                     |                     |                     |                     |                     |                     |                     |                     |                     |                     |
| Giochi olimpici invernali                                                                                          |                     |                     |                     |                     |                     |                     | 4º S                |                     |                     |                     |                     |                     |                     |                     |
| World Team Trophy                                                                                                  |                     |                     |                     |                     |                     |                     |                     | 6° S 4º P           |                     | R                   |                     | 4º S 5º P           |                     |                     |
| R = Ritirato; C = Evento cancellato; S = Risultato della squadra; P = Risultato personale; J = Competizione Junior |                     |                     |                     |                     |                     |                     |                     |                     |                     |                     |                     |                     |                     |                     |